# Diócesis de Kisii
La diócesis de Kisii (en latín: Dioecesis Kisiiana, en inglés: Roman Catholic Diocese of Kisii y en suajili: Jimbo Katoliki la Kisii) es una circunscripción eclesiástica de la Iglesia católica en Kenia. Se trata de una diócesis latina, sufragánea de la arquidiócesis de Kisumu. Desde el 19 de diciembre de 1994 su obispo es Joseph Mairura Okemwa.

## Territorio y organización
La diócesis tiene 2196 km² y extiende su jurisdicción sobre los fieles católicos de rito latino residentes en la parte norte del condado de Nyamira (sector que hasta 2013 fue el distrito de Nyamira de la antigua provincia de Nyanza) y el condado de Kisii.
La sede de la diócesis se encuentra en la ciudad de Kisii, en donde se halla la Catedral de San Carlos Lwanga.
En 2023 en la diócesis existían 32 parroquias.

## Historia
La diócesis fue erigida el 21 de mayo de 1960 mediante la bula Divina Christi del papa Juan XXIII, obteniendo el territorio de la diócesis de Kisumu (hoy arquidiócesis). Originalmente era sufragánea de la arquidiócesis de Nairobi.
El 21 de octubre de 1960, con la carta apostólica Virgo Virgo intaminata, el papa Juan XXIII proclamó a la Santísima Virgen María de la Inmaculada Concepción como patrona principal de la diócesis.
El 18 de octubre de 1993 cedió una parte de su territorio (el South Nyanza Deanery) para la erección de la diócesis de Homa Bay.
El 21 de mayo de 1990 pasó a formar parte de la provincia eclesiástica de la arquidiócesis de Kisumu.

## Estadísticas
Según el Anuario Pontificio 2024 la diócesis tenía a fines de 2023 un total de 756 400 fieles bautizados.
| Año                                                                             | Población            | Población | Población      | Sacerdotes | Sacerdotes    | Sacerdotes    | Bautizados por sacerdote | Diáconos permanentes | Religiosos | Religiosos | Parroquias |
| Año                                                                             | Bautizados católicos | Total     | % de católicos | Total      | Clero secular | Clero regular | Bautizados por sacerdote | Diáconos permanentes | Varones    | Mujeres    | Parroquias |
| ------------------------------------------------------------------------------- | -------------------- | --------- | -------------- | ---------- | ------------- | ------------- | ------------------------ | -------------------- | ---------- | ---------- | ---------- |
| 1970                                                                            | 219 233              | 1 003 840 | 21.8           | 22         |               | 22            | 9965                     |                      | 50         | 80         | 20         |
| 1980                                                                            | 383 234              | 2 000     | 19.2           | 55         | 15            | 40            | 6967                     |                      | 68         | 219        | 31         |
| 1990                                                                            | 537 034              | 2 800 000 | 19.2           | 48         | 33            | 15            | 11 188                   |                      | 52         | 294        | 31         |
| 1999                                                                            | 361 196              | 1 452 000 | 24.9           | 27         | 18            | 9             | 13 377                   | 1                    | 16         | 111        | 16         |
| 2000                                                                            | 372 952              | 1 800 000 | 20.7           | 30         | 23            | 7             | 12 431                   | 1                    | 13         | 105        | 16         |
| 2001                                                                            | 384 278              | 1 800 000 | 21.3           | 27         | 20            | 7             | 14 232                   |                      | 15         | 112        | 16         |
| 2002                                                                            | 392 862              | 1 800 000 | 21.8           | 28         | 22            | 6             | 14 030                   |                      | 12         | 104        | 16         |
| 2003                                                                            | 387 073              | 1 800 000 | 21.5           | 29         | 23            | 6             | 13 347                   |                      | 12         | 127        | 16         |
| 2004                                                                            | 399 624              | 1 800 000 | 22.2           | 63         | 27            | 36            | 6343                     |                      | 44         | 139        | 16         |
| 2006                                                                            | 451 173              | 1 876 000 | 24.0           | 35         | 31            | 4             | 12 890                   |                      | 10         | 144        | 16         |
| 2013                                                                            | 582 000              | 2 245 000 | 25.9           | 53         | 46            | 7             | 10 981                   |                      | 14         | 200        | 18         |
| 2016                                                                            | 655 000              | 2 406 172 | 27.2           | 58         | 50            | 8             | 11 293                   |                      | 17         | 230        | 18         |
| 2019                                                                            | 686 000              | 2 579 300 | 26.6           | 53         | 53            |               | 12 943                   |                      | 9          | 155        | 20         |
| 2021                                                                            | 722 775              | 2 719 990 | 26.6           | 55         | 55            |               | 13 141                   |                      | 12         | 276        | 25         |
| 2023                                                                            | 756 400              | 2 846 525 | 26.6           | 71         | 65            | 6             | 10 653                   |                      | 18         | 265        | 32         |
| Fuente: Catholic-Hierarchy, que a su vez toma los datos del Anuario Pontificio. |                      |           |                |            |               |               |                          |                      |            |            |            |

## Episcopologio
- Maurice Michael Otunga † (21 de mayo de 1960-15 de noviembre de 1969 nombrado arzobispo coadjutor de Nairobi[nota 1])
- Tiberius Charles Mugendi † (15 de noviembre de 1969-17 de diciembre de 1993 falleció)
- Joseph Mairura Okemwa, desde el 19 de diciembre de 1994